# Línguas eslavas orientais
As línguas eslavas orientais formam um dos três subgrupos regionais das línguas eslavas, faladas atualmente na Europa Oriental. É o grupo com o maior número de falantes, muito à frente dos grupos ocidental e meridional. As línguas eslavas orientais faladas atualmente são o bielorrusso, o russo e o ucraniano. O rusino é considerado tanto um idioma separado quanto um dialeto do ucraniano.. 
As línguas eslavas orientais descendem de um antecessor comum, a língua falada na Rússia de Quieve medieval (dos séculos IX ao XIII). Na Rússia czarista, do século XVI a 1917, continuaram a ser considerados dialetos de uma única língua, o russo. Durante o Censo Imperial Russo, realizado em 1897, o russo (Russkij) era subdividido em Vjelikorusskij ("grande russo"), Malorusskij ("pequeno russo") e Bjelorusskij ("russo branco"). No decorrer do século XX, o "grande russo" passou a ser designado de "russo", propriamente dito, enquanto o "pequeno russo" se tornou o ucraniano e o "russo branco" o bielorrusso.

## Classificação
- Línguas indo-europeias
  - Línguas balto-eslavas
    - Línguas eslavas
      - Línguas eslavas orientais
        - Antigo eslavo oriental †
          - Dialeto de Vladimir-Suzdal †
            - Russo

          - Ruteno †
            - Ucraniano
            - Rusino (considerado por vezes um dialeto do ucraniano)
            - Bielorrusso

        - Antigo dialeto de Novgorod †